# Milan Jovanović (football, 1981)
Pour les articles homonymes, voir Jovanović.
Milan Jovanović (en serbe en écriture cyrillique : Милан Јовановић), né le 18 avril 1981 à Bajina Bašta en Yougoslavie (auj. en Serbie), est un footballeur international serbe reconverti en agent de joueurs. Il évolue au cours de sa carrière au poste d'attaquant ou d'ailier gauche.

## Carrière

### En club

#### 1999-2006: début de carrière
Milan Jovanović évolue dans les clubs de Vojvodina Novisad (2000-2003), Chakhtior Donetsk (2003-2004) et Lokomotiv Moscou (2004-2006). 

#### 2006-2010: au Standard de Liège
Lors de la saison 2006-2007, il termine meilleur buteur du Standard de Liège et le deuxième meilleur passeur décisif derrière Sérgio Conceição. 
En décembre 2008, il est élu par ses pairs Footballeur Pro de l'année en Belgique. L'international serbe se place devant son ex-coéquipier Marouane Fellaini et le joueur marocain d'Anderlecht Mbark Boussoufa, lauréat en 2006. Jovanović inscrit 16 buts en 31 matches pour sa deuxième saison au Standard de Liège et est sacré champion de Belgique avec les Rouches en 2008 et 2009.

#### 2010: Soulier d'or et signature à Liverpool
Le 13 janvier 2010, il est élu 56e Soulier d'or belge récompensant le meilleur joueur évoluant en Belgique, devant Mbark Boussoufa et le jeune Romelu Lukaku. En février, il signe avec le FC Liverpool, club qu'il rejoindra en juillet 2010, à l'expiration de son contrat avec le Standard Liège.

#### Liverpool FC
La saison de Jovanovic en Premier League est chaotique puisqu'il ne réussit pas à s'imposer au sein de l'équipe. Il assiste souvent aux matchs depuis le banc de touche et quelquefois depuis les tribunes. Annoncé à son arrivée comme une excellente affaire pour le club, il n'arrive pas à hausser son niveau de jeu. Au cours du mercato d'été 2011, le club déclare vouloir se séparer du Serbe. 

#### RSC Anderlecht
Le 2 août 2011, il signe un contrat de deux ans avec le RSC Anderlecht. Le 14 août, il  joue ses premières minutes avec le maillot mauve. Il inscrit son premier but pour le club lors de sa deuxième montée au jeu, le 18 août contre Bursaspor (Ligue Europa).
Son contrat n'ayant pas été renouvelé par la direction d'Anderlecht, il met un terme à sa carrière professionnelle en juin 2013 à l'âge de 32 ans.

### En équipe nationale
C'est durant la saison 2006-2007 que Milan Jovanović convainc le sélectionneur de l'équipe nationale serbe, Javier Clemente, de le sélectionner pour le match de la Serbie en Finlande le 2 juin 2007 comptant pour les éliminatoires de l'Euro 2008. À cette occasion, Jovanović fête sa première sélection en équipe nationale serbe sous le numéro 14 et inscrit un but après être entré au jeu à la 81e minute. 
Milan Jovanovic inscrit également le premier but de l'histoire de la Serbie en coupe du monde en Afrique du Sud face à l'Allemagne en reprenant de semi-volée une remise en retrait de Nikola Zigic. Le match se conclut par une victoire 1-0 face aux allemands le 18 juin 2010.

## Style
Rapide et doté d'une bonne technique, Jovanović est parfois surnommé « le serpent », en raison de ses slaloms dans les défenses adverses.

## Vie privée
Milan Jovanović est le père de Lazar Jovanović, lui aussi footballeur professionnel.

## Palmarès
| - Lokomotiv Moscou - Championnat de Russie - Vainqueur : 2004 |  | - Standard de Liège - Championnat de Belgique - Vainqueur (2) : 2008, 2009 - Supercoupe de Belgique de football - Vainqueur (2) : 2008, 2009 - Coupe de Belgique - Finaliste : 2007 |  | - RSC Anderlecht - Championnat de Belgique - Vainqueur (2) : 2012, 2013 - Supercoupe de Belgique - Vainqueur : 2012. |

### Distinctions personnelles
- Footballeur pro de l'année en 2008[8]
- Soulier d'or belge en 2009[8]